# Вернер I фон Боланден
Вернер I фон Боланден (на немски: Werner I von Bolanden; на латински: Werinherus de Bolande; † 15 октомври 1135) е господар на Боланден и църковен служител (ministerialis) на архиепископа на Майнц.

## Произход и управление
Той е първият споменат от фамилията му в документ от 1128 г. на крал Лотар III (император от 1133, † 1137), в която е описан като един от ministeriales regni (служителите) на кралството. През 1130 г. Вернер I се появява също като ministerial като свидетел в документ на архиепископа на Майнц Адалберт I († 1137).
Вернер I е от 1116 г. в Пфалц и е като служител (ministerial) в свитата на херцог Фридрих II от Швабия († 1147). Той построява водния замък Алт-Боланден на мястото на стария чифлик Бонланден.
Вернер I основава през 1120 г. домашния манастир „Хане“ близо до замъка си Алт-Боланден на поляните Кирххайм (infra allodium nostrum), които му подарил Хайнрих VI († 1197) през 1193 г. и горите, подарени му от Барбароса († 1190). През 1129 г. той подарява домашния си манастир на епископството Майнц при условие, че ще запази за себе си и наследниците си фогт-правата на манастира.

## Фамилия
Вернер I фон Боланден има децата:
- Вернер II (* пр. 1134; † 1198), господар на Боланден и фогт на Ингелхайм, женен за Гуда фон Вайзенау († 1180)
- Филип I фон Боланден († ок. 1202)

## Literatura
- Adolph Köllner: Geschichte der Herrschaft Kirchheim Boland und Stauf, Wiesbaden, 1854, S. 14 (Google Books)
- Helmut Bernhard, Dieter Barz, Jürgen Keddigkeit: Altenbolanden. In: Jürgen Keddigkeit, Alexander Thon, Karl Scherer, Rolf Übel (Hrsg.): Pfälzisches Burgenlexikon. Band 1. Kaiserslautern 2003, S. 121 – 127
- Europaische Stammtafeln, by Wilhelm Karl, Prinz zu Isenburg, Vol. XVII, Tafel 28.
- Detlev Schwennicke, Europaische Stammtafeln, New Series, Vol. XVII, Tafel 26.